# Italië op het Eurovisiesongfestival 2016
Italië nam deel aan het Eurovisiesongfestival 2016 in Stockholm, Zweden. Het was de 42ste deelname van het land aan het Eurovisiesongfestival. De RAI was verantwoordelijk voor de Italiaanse bijdrage voor de editie van 2016.

## Selectieprocedure

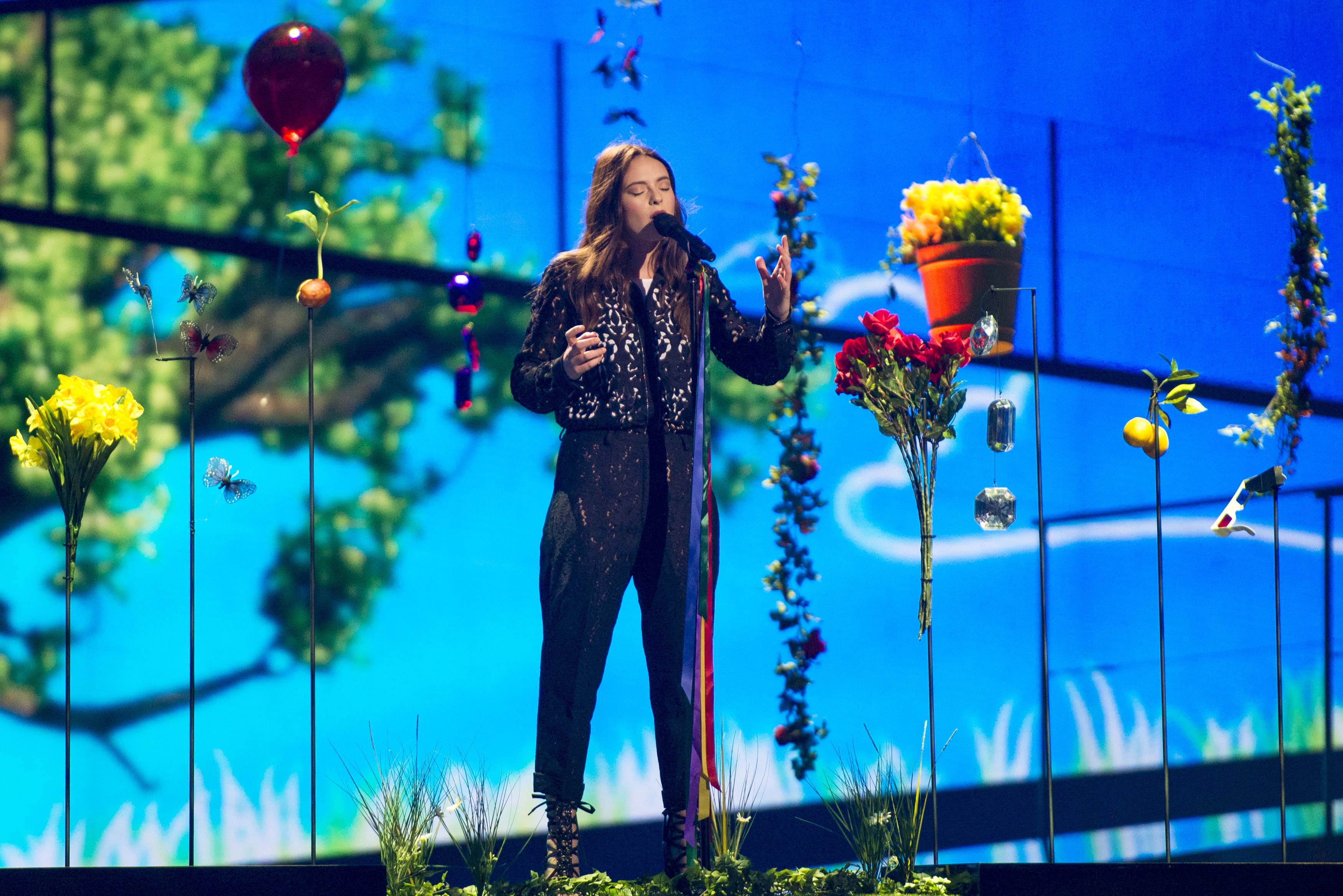
Francesca tijdens de repetities in Stockholm.

Op 15 september 2015 maakte de Italiaanse openbare omroep bekend te zullen deelnemen aan de komende editie van het Eurovisiesongfestival. Er werd voor dezelfde selectieprocedure geopteerd als een jaar eerder. De winnaar van het Festival van San Remo mocht Italië vertegenwoordigen in Stockholm. Voorwaarde was wel dat de laureaat daarmee instemde en beschikbaar was. Wanneer dat niet het geval zou zijn, werd een andere kandidaat aangeduid. Er namen twintig artiesten deel aan het Festival van San Remo 2015. Hun namen werden op 14 december 2015 vrijgegeven. Presentator van dienst was Carlo Conti. In de finale won de groep Stadio, maar de leden bedankten voor deelname aan het Eurovisiesongfestival, vanwege een geplande tournee door Italië. Hierop besliste de RAI om Francesca Michielin, die als tweede was geëindigd, af te vaardigen.
| # | Artiest                             | Lied                          | Jury (30%) | Demoscopische Poll (30%) | Televoting (40%) | Totaal | Plaats |
| - | ----------------------------------- | ----------------------------- | ---------- | ------------------------ | ---------------- | ------ | ------ |
| 1 | Giovanni Caccamo and Deborah Iurato | "Via da qui"                  | 25,00%     | 29,39%                   | 26,43%           | 26,89% | 3      |
| 2 | Francesca Michielin                 | "Nessun grado di separazione" | 27,08%     | 34,72%                   | 29,58%           | 30,37% | 2      |
| 3 | Stadio                              | "Un giorno mi dirai"          | 47,92%     | 35,89%                   | 43,99%           | 42,74% | 1      |

## In Stockholm
Als lid van de vijf grote Eurovisielanden mocht Italië rechtstreeks deelnemen aan de grote finale, op zaterdag 14 mei 2016. Het zal daarin als zesde van 26 landen aan. Uiteindelijk eindigde Italië op de zestiende plek.